# Lubawa
Lubawa (in tedesco Löbau in Westpreußen) è una città polacca del distretto di Iława nel voivodato della Varmia-Masuria.
Ricopre una superficie di 16,84 km² e nel 2007 contava 9 417 abitanti.
Comunità urbane e rurali:
| Nome polacco   | Nome tedesco (fino al 1920 e 1939-45) | Nome polacco | Nome tedesco (fino al 1920 e 1939-45) | Nome polacco | Nome tedesco (fino al 1920 e 1939-45)     |
| -------------- | ------------------------------------- | ------------ | ------------------------------------- | ------------ | ----------------------------------------- |
| Byszwałd       | Bischwalde                            | Lubstyn      | Lubstein 1911-45 Groß Lobenstein      | Rożental     | Rosenthal 1942-45 Rosental                |
| Czerlin        | Czerlin 1942-45 Klein Nappern         | Lubstynek    | Klein Lobenstein                      | Rumienica    | Rommen                                    |
| Fijewo         | Fiewo 1942-45 Fienau                  | Ludwichowo   | Ludwigsthal 1942-45 Ludwigstal        | Sampława     | Samplawa 1908-45 Samplau                  |
| Gierłoż        | Preußisch Görlitz 1914-45 Görlitz     | Mortęgi      | Mortung                               | Szczepankowo | Szepankowo 1866-1945 Stephansdorf         |
| Gierłoż Polska | Groß Görlitz                          | Napromek     | Gut Nappern                           | Targowisko   | Targowisko 1904-45 Tergewisch             |
| Grabowo        | Grabau                                | Omule        | Omulle 1942-45 Mole                   | Tuszewo      | Tuszewo 1903-42 Tuschau 1942-45 Tinnwalde |
| Gutowo         | Guttowo 1942-45 Gutau                 | Pomierki     | Pomierken 1942-45 Pommerken           | Wałdyki      | Waldiki 1865-1939 Waldek 1939-45 Waldeck  |
| Kazanice       | Kazanitz 1942-45 Kasenitz             | Prątnica     | Prontnitza 1866-1945 Pronikau         | Zielkowo     | Zielkau 1942-45 Schilkendorf              |
| Łążyn          | Londzyn 1942-45 Lansen                | Raczek       | Raczek 1942-45 Rasen                  | Złotowo      | Zlottowo 1942-45 Güldenbach               |
| Losy           | Lossen                                | Rakowice     | Rakowitz 1942-45 Rakel                |              |                                           |